# 孫㟶
孫㟶（？—？），山东莱州府即墨县人，軍籍，明朝政治人物。

## 生平
万历二十八年（1600年）庚子科山东乡试舉人，二十九年（1601年）聯捷辛丑科進士，官大理寺評事。